# Futbolniy Klub Rostov
O FC Rostov (em russo:  Футбольный клуб "Ростов"; lit. Clube de Futebol de Rostov) é um clube de futebol russo sediado em Rostov do Don, cidade localizada no sul da Rússia, às margens do mar de Azov. 

## A surpreendente campanha -Copa da Rússia

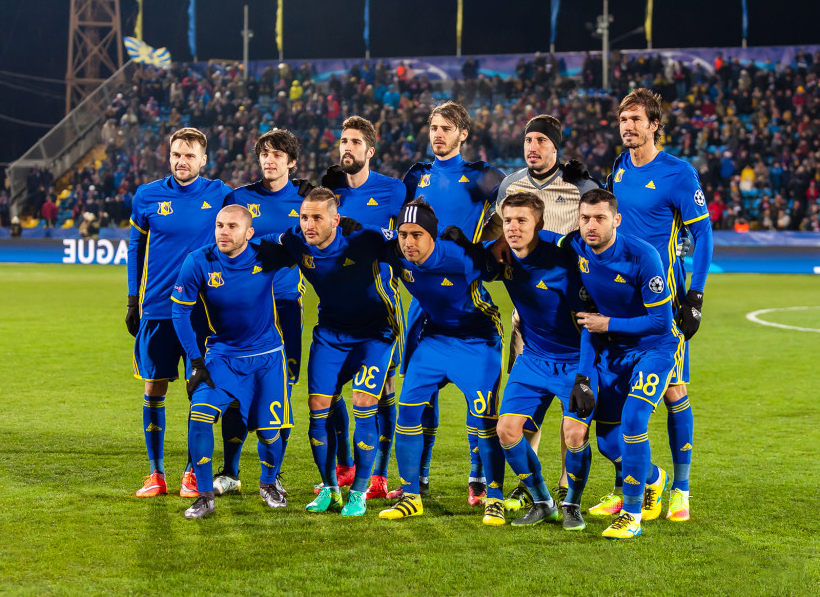
FC Rostov-Bayern Munich. 2016–17 UEFA Champions League

No primeiro jogo da Copa da Rússia, o FC Rostov passou sufoco contra o Nazran, venceu apenas por 1 a 0 com um gol de A. Vasiljev aos 5 minutos do primeiro tempo. Então o técnico reformulou o time para que ele não precisasse passar esse tipo de situação.
Já no segundo jogo, contra o Alania Vladikavkaz, venceu por 3 a 0 facilmente, e avançou para as Quartas-de-Final.
Nas Quartas-de-Final, outro resultado positivo, desta vez novamente 3 a 0, em cima do FC Rotor Volgograd, o clube então passou para a semi-final, onde iria jogar contra o Luch Energiya.
Na semi-final, mesmo perdendo um pênalti, o FC Rostov venceu o Luch Energiya por 3 a 1, e fez história se classificando para a final.
Seu adversário seria o Krasnodar, que venceu na semi-final o CSKA Moscow por 1 a 0.

A final foi um jogo estressante para os torcedores, que tiveram de aguentar 120 minutos até a decisão nos pênaltis. 

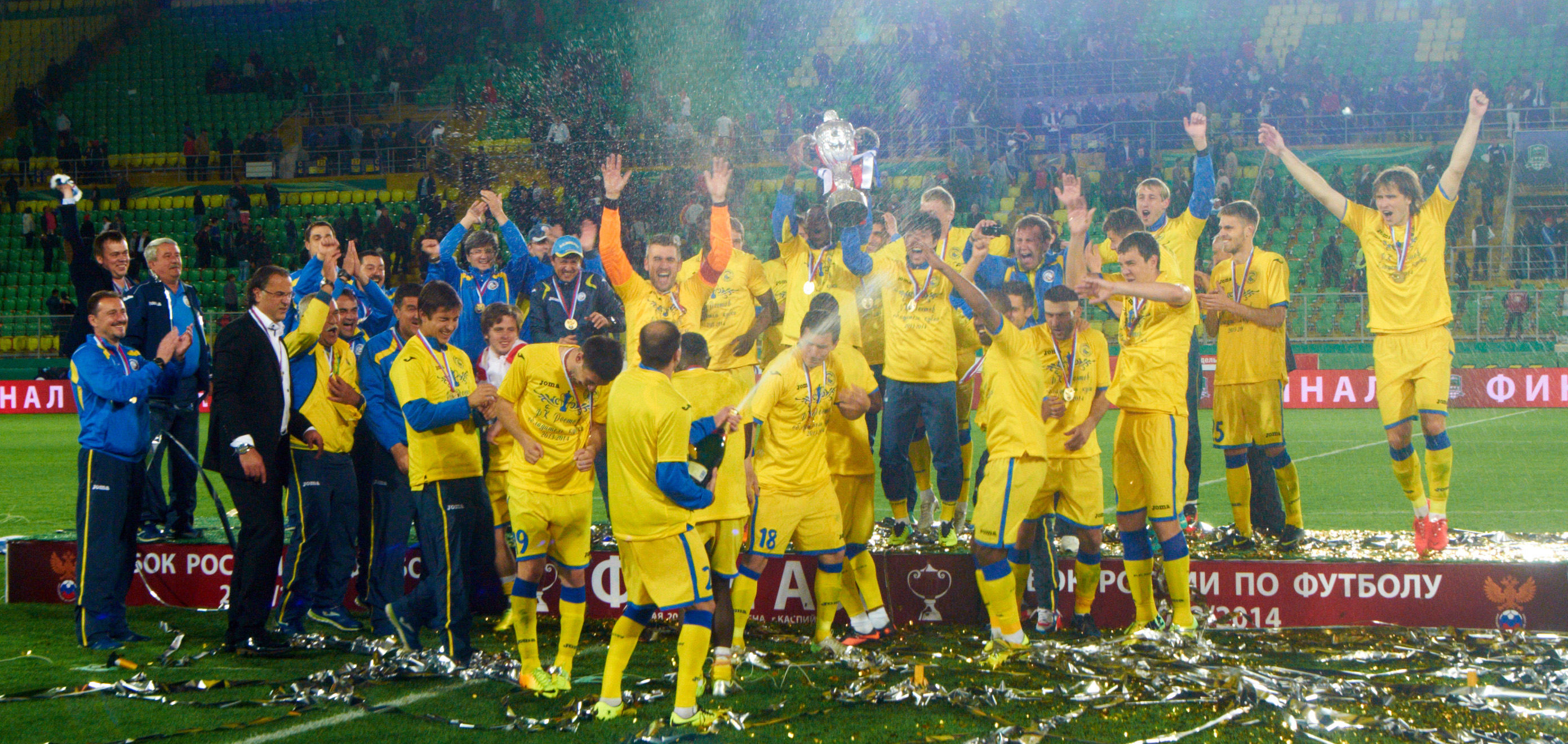
Comemoração do FC Rostov ao vencer a Copa da Rússia

Os primeiros 5 pênaltis para cada lado foram bem cobrados, 5 a 5, no sexto pênalti do Krasnodar, R. Sigurdsson errou a cobrança, porém, A. Gațcan, jogador do FC Rostov, também perdeu o sexto pênalti, no sétimo, outro pênalti perdido pelo Krasnodar, desta vez por Gazinskiy, I. Lolo foi cobrar e fez o gol de pênalti da vitória do FC Rostov e do título do mesmo.

## Títulos
| Nacionais | Nacionais             | Nacionais | Nacionais  |
|           | Competição            | Títulos   | Temporadas |
| --------- | --------------------- | --------- | ---------- |
| Rússia    | Copa da Rússia        | 1         | 2013-14    |
| Rússia    | Segunda Divisão Russa | 1         | 2008       |

## Antigos nomes
- Traktor (1930 - 1953)
- Torpedo (1953 - 1957)
- Rostselmash (1957 - 2003)

## Campanhas de destaque
- Sexto colocado no Campeonato Russo de 2003
- Finalista da Copa da Rússia de 2006
- Semifinalista da Copa Intertoto da UEFA de 1999
- Vencedor da Copa da Rússia de 2013/2014
- Segundo Colocado no Campeonato Russo de 2015/16
- Quarto colocado no Campeonato Russo de 2022/23
- Finalista da Copa da Rússia de 2024/2025